# Bill Potts
Bill Potts é uma personagem fictícia criada por Steven Moffat e interpretada por Pearl Mackie na série de ficção científica britânica Doctor Who. Bill serve como acompanhante do Décimo segundo Doutor, interpretado por Peter Capaldi, durante a 10ª temporada, juntamente com Nardole (Matt Lucas).

## Aparições

### Televisão
Bill Potts é apresentada no primeiro episódio da 10ª temporada, "The Pilot". Pearl Mackie descreve Bill como "legal, realmente divertida e muito animada", e que ela é "muito jovem e realmente não sabe muito sobre o mundo". Peter Capaldi descreve a personagem dela como "um ser humano regular do mundo real, para quem tudo isso é extraordinário, do qual ela não sabe nada sobre". Bill desafia o Doutor em suas maneiras, confrontando-o em questões que ele não enfrentou em muito tempo, e tendo uma mente curiosa, ela lhe faz perguntas contínuas.

### Outras mídias
Em abril de 2017, três novos romances foram lançados, apresentando as novas companhias Nardole e Bill Potts. Eles são intitulados The Shining Man, Diamond Dogs e Plague City. Antes de seu primeiro episódio ter sido transmitido, Bill fez uma aparição na revista Doctor Who Magazine, intitulada "The Daft Dimension", junto com Nardole na edição 511 (maio de 2017).

## Escolha e desenvolvimento
Em abril de 2016, foi anunciado que Pearl Mackie retrataria Bill após a saída de Jenna Coleman. Para evitar vazamentos sobre quem seria a nova acompanhante do Doutor, a equipe de produção usou a palavra "Mean Town", um anagrama de "Ten Woman"; esta é uma referência ao fato de que Bill é a companhia da décima temporada, e foi revelada pelo diretor de elenco Andy Pryor para a Radio Times. O produtor Steven Moffat disse que a etnia de Mackie foi um fator na decisão de escolhe-la, já que ele queria fazer o elenco mais diversificado: "Decidimos que a nova acompanhante não seria branca [...] porque precisamos ser melhores nisso". Mackie fez sua primeira aparição no primeiro episódio da 10ª temporada, e é a primeiro companhia abertamente gay.
Uma cena de estreia foi filmada em abril de 2016 como parte de um clipe promocional exibido em 23 de abril de 2016 na BBC One durante as semifinais da FA Cup de 2016–17. Intitulado "Amigo do Futuro", apresentou o Doutor e Bill em um encontro com os Daleks. No entanto, havia dúvidas de que esta cena seria incluída na série em si, mas parte dela foi mostrada durante o primeiro episódio, "The Pilot".

## Recepção
Antes do episódio ser transmitido, uma exibição foi feita para os críticos. Avaliações gerais para a personagem de Mackie foram mistas. Após a transmissão de seu primeiro episódio, a personagem foi recebida de forma mais positiva.
Patrick Mulkern, da Radio Times, descreveu Pearl Mackie como "instantaneamente vencedora como a inexperiente acompanhante Bill". Simon Brew do Den of Geek também deu uma revisão positiva para Mackie, elogiando o humor da personagem. Alasdair Wilkins do The A.V. Club disse que Mackie trouxe "uma energia distinta de qualquer outra companheira da série atual" e chamou sua primeira aparição de uma "introdução sólida". Wilkins também comentou sobre o fato da personagem ser "gay, negra e da classe trabalhadora é outro passo bem-vindo na capacidade de Doctor Who em refletir todo o espectro de quem gosta do show e se identifica com seus personagens".
No entanto, Catherine Gee do The Telegraph deu uma crítica mais negativa, dizendo que Mackie em seu episódio de estreia "não teve a centelha carismática de Jenna Coleman" e disse que a personagem era "confuso", mas elogiou o fato de Mackie não era de classe média, como outros personagens da BBC, como ela alegou.